# Face (anatomie)
Pour les articles homonymes, voir Face.

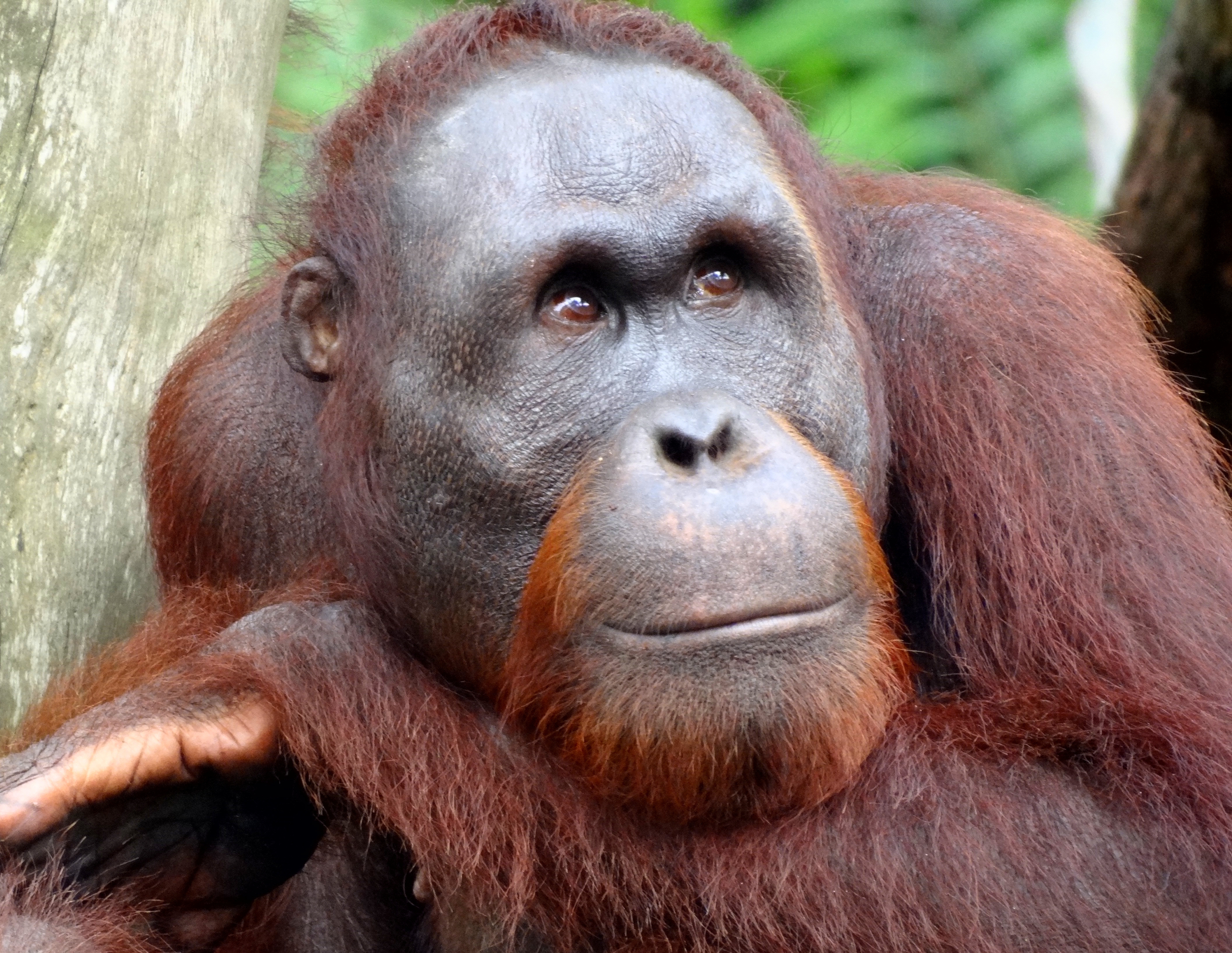
Face d'un orang-outang adulte.

En anatomie, la face est la partie de la tête située sous la partie antérieure du crâne. Il s'agit d'une région dont l'architecture est relativement complexe et qui participe à plusieurs fonctions. Chez l'homme, elle participe avec le front à la structure du visage. L'os frontal ne fait pas partie des os de la face.

## Anatomie humaine

### Squelette

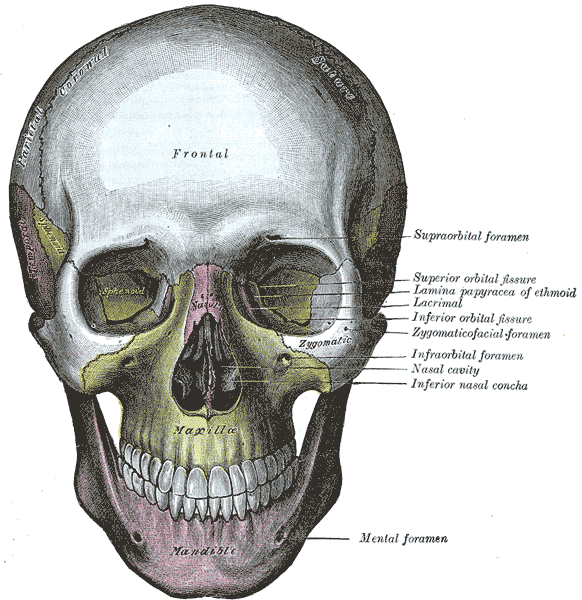
Squelette de la face humaine, extrait du Gray's Anatomy illustré par Henry Vandyke Carter (1831-1897).

Son squelette, appelé viscérocrâne, splanchnocrâne ou encore massif facial, est formé par treize os fixes, soudés entre eux par des articulations fibreuses appelées sutures (au nombre de sept), ainsi que par un os mobile, la mandibule.
Ces quatorze os sont :
- les deux os maxillaires ;
- les deux os zygomatiques ;
- les deux os nasaux (ou os propres du nez) ;
- les deux os palatins ;
- les deux os lacrymaux ou unguis
- les deux cornets nasaux inférieurs ;
- l’os vomer ;
- la mandibule.

Les sutures sont :
- la suture fronto-nasale entre l'os nasal et l'os frontal ;
- les deux sutures fronto-maxillaires entre l'os nasal et les corps mandibulaires ;
- les deux sutures fronto-zygomatiques entre l'os frontal et les os zygomatiques ;
- les deux sutures zygomatixco-maxillaires entre les os zygomatiques et les corps mandibulaires.

Certains os du massif facial contiennent des sinus (cavités aériennes) qui communiquent dans la cavité nasale ; ils sont dits pneumatisés. Ils sont pairs mais pas toujours symétriques. On peut distinguer (tous sinus de la tête compris) : 
- les sinus frontaux (se draînant dans le méat nasal moyen) ;
- les sinus maxillaires (méat moyen) ;
- les sinus sphénoïdaux (méat supérieur) ;
- les sinus ethmoïdaux (divisés en deux groupes dont l'antérieur se draîne dans le méat moyen et le postérieur dans le méat supérieur).

Ce sont les deux os maxillaires qui portent les dents de la mâchoire supérieure. Le quatorzième os est le seul os mobile de la face : c'est la mandibule (anciennement os maxillaire inférieur) qui est porteur des dents de la mâchoire inférieure. Cet os s'articule de chaque côté avec l'os temporal à la base du crâne. Au squelette de la face peut être rattaché l'os hyoïde, situé à la base de la langue et sur lequel s'insèrent de nombreux muscles de la langue.

### Vascularisation
L'atère principale de la face est l'artère carotide externe.

### Innervation
Les nerfs de la face sont les nerfs crâniens.

## Physiologie

### Expression
La face des primates aurait des expressions similaires à celles du visage des humains.